# Paninnguaq Olsen
Paninnguaq Olsen (* 17. November 1966 in Qeqertarsuaq) ist eine grönländische Politikerin.

## Leben
Paninnguaq Olsen schloss 1995 eine Lehrerausbildung am Ilinniarfissuaq ab. Im selben Jahr kandidierte sie bei der Parlamentswahl 1995 für die Inuit Ataqatigiit, wurde aber nicht gewählt. 1997 wurde sie in den Parteivorstand gewählt und im selben Jahr erhielt sie bei der Kommunalwahl 1997 einen Sitz im Rat der Gemeinde Qeqertarsuaq. Bei der Folketingswahl 1998 war sie erste Stellvertreterin für den nicht gewählten Johan Lund Olsen. Bei der Parlamentswahl 1999 kandidierte sie erneut und erreichte diesmal mit 150 Stimmen den ersten Nachrückerplatz ihrer Partei. Von dort aus gelangte sie im Frühjahr und im Herbst 2001 zweimal für insgesamt rund sieben Wochen ins Inatsisartut. Bei der Wahl 2002 erhielt sie nur noch 35 Stimmen. Bei der Kommunalwahl 2005 erreichte sie nur den vierten Nachrückerplatz ihrer Partei in der Gemeinde Nuuk. Auch bei der Parlamentswahl 2005 erhielt sie nur 25 Stimmen. Danach trat sie nicht mehr bei Wahlen an. Als Vertreterin der Partii Inuit war sie 2014 zum Mitglied der politischen Beobachtungsgruppe für die Versöhnungskommission ernannt.